# トレジャーハンター・クミコ
トレジャーハンター・クミコ（Kumiko, the Treasure-Hunter）は、2014年のアメリカ映画。デヴィッド・ゼルナーの共同脚本と監督で、菊地凛子主演。インディペンデント映画。
都市伝説であるコニシ・タカコ事件を元に作られている。

## あらすじ
東京で働く30歳に近い冴えない女クミコは、コーエン兄弟の映画「ファーゴ」をVHSで繰り返し観た結果、実際にアメリカのファーゴの雪の中に、映画で埋められた金入りの箱が埋まっているという妄想にとらえられ、アメリカ行きを考える。ともに住んでいたウサギと一緒に電車に乗り、ウサギを置き去りにしたあと、アメリカへ飛び、ファーゴを目ざす。つたない英語で苦労するが、途中で助けてくれたアメリカ人警官は、妻がいるのにクミコはキスしてしまう。ファーゴの、映画に描かれたらしい場所へ、雪が積もる中たどりついたクミコはそこを掘るが、金は出てこず、クミコはさらに奥地へ分け入っていくのであった。

## スタッフ
- 監督ーデヴィッド・ゼルナー
- 脚本ーデヴィッド・ゼルナー、ネイサン・ゼルナー
- プロデュースージム・バークほか
- 音楽ーオクトパス・プロジェクト
- 公開ー2014年1月20日（サンダンス）
- 時間ー104分
- 国ーアメリカ合衆国

## キャスト
- クミコー菊地凛子
- ササガミ（社長）ー勝部演之
- ミチー東加奈子
- カナザキさんー河北麻友子
- ロバートーネイサン・ゼルナー